# Pazo de Rioboó
El Pazo de Rioboó es un pazo barroco sito en el lugar de Rioboó, en la parroquia de San Miguel de Osmo, en el ayuntamiento de Cenlle, comarca del Ribeiro, provincia de Orense. También se conoce como Casa Grande de Rioboó o Pazo de los Temes.

## Historia
Fue uno de los pazos más importantes de la comarca. Hoy en día se mantiene en buen estado, conservado y restaurado por sus dueños.
Perteneció a Balthasar Benito de Araujo y Somoza y después a Andrés Antonio de Prado y Ulloa.
En el año 1788 era dueño del pazo Bernardino de Prado Ulloa Piñeiro Araujo Osorio y Barba, canónigo de la catedral de Santiago, que mandó edificar la capilla y la portada del pazo. El patronazgo estaba constituido por el jefe de la Casa Grande de Rioboó, y los párrocos de Osmo, San Fiz de Navío, Anllo y Gomariz.

## Descripción
El conjunto arquitectónico está configurado por un edificio principal de planta rectangular y varias construcciones secundarias unidas a la principal, incluida la capilla; el conjunto está cerrado por un muro y fachadas. Tiene dos patios interiores contiguos alrededor de los que se organizan los distintos cuerpos. Estos patios se organizan en torno la una serie de funciones. El primero era público, dando acceso a la capilla, a la cual acudían los colonos de las propiedades de la casa; el segundo era de acceso al edificio principal, creándose a continuación de él un espacio para la cocina.
La fachada de la vivienda presenta dos plantas, con un cuerpo que sobresale en el centro y está ocupada en la planta principal por una solaina, en la actualidad cerrada en parte, con cubierta sostenida por columnas de una piedra y piares de madera con zapatas.
Toda la planta baja se dedica a la bodega. En la fachada del pasadizo se abre un gran arco de medio punto configurando una especie de soportal.
La vivienda se conserva muy bien, con sus techos y pisos de madera de castaño en los salones principales, la cocina empedrada, con lar, las caballerizas en la planta baja con el techo abovedado formado por tres grandes arcos de medio punto, que se corresponden en el piso alto con un salón empedrado.

## El portalón
El magnífico portalón de entrada está formado por un arco de medio punto con grandes dovelas.
El muro se remata con una cornisa. Sobre la portada se alza un pabellón, con un cuerpo central más alto enmarcado por dos columniñas corintias apeadas en repisas molduradas que sostienen uno entaboamento y frontón circular partido, decorado con placas y cilindros. Entre las columnas va un escudo cuartelado timbrado con corona y lambrequines con las armas de los fundadores en cuatro particións: Prado, Valcárcel, Ulloa y Osorio. La ambos lados se sitúan dos cartelas nos bajos del pabellón, y todo el conjunto se remata con acroterios de bola, placa y cilindros, decoración muy influida por la escuela barroca santiaguesa de Simón Rodríguez.

## La capilla
La capilla está unida y separado al mismo tiempo lo pones cuerpo de división donde se localiza la sacristía y el paso a la tribuna de la capilla. La planta es rectangular. La fachada principal se orienta al norte, se enmarca por pilastras de festón refundido sobre pedestales. Pilastras estriadas sostienen un entablado con acroterios en los extremos sobre lo que descansa una fornela. La puerta lleva una moldura acodada y decoración de placas. Se remata la fachada con una cornisa y una pequeña espadaña.
El interior se distribuye en una nave separada del presbiterio por un arco de medio punto. La bóveda es de crucería.
El retablo data de 1768, obra de Benito de Lemos, maestro escultor, vecino de Cima de Vila, según diseño hecho por Juan Antonio Nogueira, arquitecto de Santiago, y a petición de Joaquín Lorenzo de Prado y Ulloa, presbítero administrador de la casa.